# Högharun, Korpo
Högharun är en ö i Finland. Den ligger i Skärgårdshavet och i kommunen Pargas i den ekonomiska regionen  Åboland i landskapet Egentliga Finland, i den sydvästra delen av landet. Ön ligger omkring 69 kilometer sydväst om Åbo och omkring 190 kilometer väster om Helsingfors. Högharun ligger 9 meter över havet. Den ligger på ön Långharu.
Öns area är 2,6 hektar och dess största längd är 310 meter i öst-västlig riktning.